# Eulitopus rugosus
Eulitopus rugosus är en skalbaggsart som beskrevs av Hintz 1919. Eulitopus rugosus ingår i släktet Eulitopus och familjen långhorningar. Inga underarter finns listade i Catalogue of Life.